# Laudes Regiae
Laudes Regiæ (hrv.: Kraljevske pohvale ili Kraljevske aklamacije) je himan koji se koristi u obredima Katoličke Crkve. Postoje razne inačice tekstova, ali najčešće počinju ovim riječima koje himnu daju alternativni naslov: „Christus vincit! Christus regnat! Christus imperat!” (hrv.: „Krist Kralj vlada, Krist pobjeđuje, Krist Kralj vječno kraljuje”).
Melodija refrena koristi se kao intervalni signal za kratkovalne emisije Vatikanskog radija.

## Povijest
Ovaj se himan pjeva u Katoličkoj Crkvi na svečanim događajima, poput inauguracije pape ili, u prošlim stoljećima, prilikom krunidbe cara Svetog Rimskog Carstva. Sastoji se od šest dijelova i refrena te je jedan od najdužih himana. Laudes Regiæ ima svoje korijene još u antičkom Rimu. Kad bi rimski vođe poput generala, careva ili konzula ušli u Vječni grad Rim nakon trijumfa u velikoj bitci, dočekalo bi ih slavlje naroda. Sam Karlo Veliki usvojio je rimske običaje za vlastitu upotrebu. Kad je okrunjen za rimskog cara 800. godine, usvojio je i običaj pjevanja Christus vincit, Christus regnat, Christus imperat, također zvane i Laudes Imperiales.

## Tekst
Većina inačica započinje formulom „Christus vincit! Christus regnat! Christus imperat!”, nakon čega slijedi zaziv „Exaudi Christe” (hrv. Usliši Kriste) i potom aklamacija prikladna prigodi, moleći za dug život caru ili papi. Ove fraze datiraju iz predkršćanskog doba, a dodatak usklika koji imenuju svece datira iz 8. stoljeća.
| Latinski tekst Christus vincit! Christus regnat! Christus imperat! Exaudi, Christe Ecclesiae sanctae Dei salus perpetua Redemptor mundi, tu illam adiuva Sancta Maria, tu illam adiuva Sancta Mater Ecclesiae, tu illam adiuva Regina Apostolorum, tu illam adiuva Sancti Michael, Gabriel et Raphael vos illam adiuvate Sancte Ioannes Baptista, tu illam adiuva Sancte Ioseph, tu illam adiuva Christus vincit! Christus regnat! Christus imperat! Exaudi, Christe N., Summo Pontifici et universali Patri, Pax vita et salus perpetua! Salvator mundi, tu illum adiuva Sancte Petre, tu illum adiuva Sancte Paule, tu illum adiuva Christus vincit! Christus regnat! Christus imperat! Exaudi, Christe Episcopis catholicae et apostolicae fidei cultoribus, eorumque curis fidelibus, vita! Salvator mundi, tu illos adiuva Sancte Andrea, tu illos adiuva Sancte Iacobe, tu illos adiuva Sancte Ioannes, tu illos adiuva Sancte Thoma, tu illos adiuva Sancte Iacobe, tu illos adiuva Sancte Philippe, tu illos adiuva Sancte Bartholomaee, tu illos adiuva Sancte Matthaee, tu illos adiuva Sancte Simon, tu illos adiuva Sancte Thaddaee, tu illos adiuva Sancte Matthia, tu illos adiuva Sancte Barnaba, tu illos adiuva Sancte Luca, tu illos adiuva Sancte Marce, tu illos adiuva Sancti Timothee et Tite, vos illos adiuvate Christus vincit! Christus regnat! Christus imperat! Exaudi, Christe Sancti Protomartyres Romani, vos illos adiuvate Sancte Ignati, tu illos adiuva Sancte Polycarpe, tu illos adiuva Sancte Cypriane, tu illos adiuva Sancte Bonifati, tu illos adiuva' Sancte Stanislae, tu illos adiuva Sancte Thoma, tu illos adiuva Sancti Ioannes et Thoma vos illos adiuvate Sancte Iosaphat, tu illos adiuva Sancte Paule, tu illos adiuva Sancte Ioannes et Isaac, vos illos adiuvate Sancte Petre, tu illos adiuva Sancte Carole, tu illos adiuva Sancta Agnes, tu illos adiuva Sancta Caecilia, tu illos adiuva Omnes sancti martyres, vos illos adiuvate Sancte Clemens tu illos adiuva Sancte Athanasi, tu illos adiuva Sancte Leo Magne, tu illos adiuva Sancte Gregori Magne, tu illos adiuva Sancte Ambrosi, tu illos adiuva Sancte Augustine, tu illos adiuva Sancti Basili et Gregori, vos illos adiuvate Sancte Ioannes, tu illos adiuva Sancte Martine, tu illos adiuva Sancte Patrici, tu illos adiuva Sancti Cyrille et Methodi, vos illos adiuvate Sancte Carole, tu illos adiuva Sancte Roberte, tu illos adiuva Sancte Francisce, tu illos adiuva Sancte Ioannes Nepomucene, tu illos adiuva Sancte Pie, tu illos adiuva Omnes sancti pontifices et doctores, vos illos adiuvate Christus vincit! Christus regnat! Christus imperat! Exaudi, Christe Populis cunctis et omnibus hominibus bonae voluntatis: pax a Deo, rerum ubertas morumque civilium rectitudo. Sancte Antoni, tu illos adiuva Sancte Benedicte, tu illos adiuva Sancte Bernarde, tu illos adiuva Sancte Francisce, tu illos adiuva Sancte Dominice, tu illos adiuva Sancte Philippe, tu illos adiuva Sancte Vincenti, tu illos adiuva Sancte Ioannes Maria, tu illos adiuva Sancta Catharina, tu illos adiuva Sancta Teresia a Iesu, tu illos adiuva Sancta Rosa, tu illos adiuva Omnes sancti presbyteri et religiosi, vos illos adiuvate Omnes sancti laici, vos illos adiuvate Christus vincit! Christus regnat! Christus imperat! Ipsi soli imperium, laus et iubilatio per infinita saecula saeculorum. Amen Christus vincit! Christus regnat! Christus imperat! Tempora bona habeant! Tempora bona habeant redempti sanguine Christi! Feliciter! Feliciter! Feliciter! Pax Christi veniat! Regnum Christi veniat! Deo gratias! Amen | Hrvatski prijevod Krist Kralj vlada! Krist pobjeđuje! Krist Kralj vječno kraljuje! Usliši Kriste Vječno spasenje svetoj Crkvi Božjoj! Otkupitelju svijeta, pomozi joj Sveta Marijo, pomozi joj Sveta Majko Crkve, pomozi joj Kraljice Apostola, pomozi joj Sveti Mihaele, Gabrijele i Rafaele, pomozite joj Sveti Ivane Krstitelju, pomozi joj Sveti Josipe, pomozi joj Krist Kralj vlada! Krist pobjeđuje! Krist Kralj vječno kraljuje! Usliši Kriste N., prvosvećeniku i sveopćem papi, mir, život i vječno spasenje! Spasitelju svijeta, pomozi mu Sveti Petre, pomozi mu Sveti Pavle, pomozi mu Krist Kralj vlada! Krist pobjeđuje! Krist Kralj vječno kraljuje! Usliši Kriste N., biskupu, njegovu svećenstvu i vjernome puku mir, život i vječno spasenje! Spasitelju svijeta, pomozi im Sveti Andrija, pomozi im Sveti Jakove, pomozi im Sveti Ivane, pomozi im Sveti Toma, pomozi im Sveti Jakove, pomozi im Sveti Filipe, pomozi im Sveti Bartole, pomozi im Sveti Mateju, pomozi im Sveti Šimune, pomozi im Sveti Juda, pomozi im Sveti Matija, pomozi im Sveti Barnaba, pomozi im Sveti Luka, pomozi im Sveti Marko, pomozi im Sveti Timoteju i Tite, pomozite im Krist Kralj vlada! Krist pobjeđuje! Krist Kralj vječno kraljuje! Usliši Kriste Rimski prvomučenici, pomozite im Sveti Ignacije, pomozi im Sveti Polikarpe, pomozi im Sveti Ciprijane, pomozi im Sveti Bonifacije, pomozi im Sveti Stanislave, pomozi im Sveti Toma, pomozi im Sveti Ivane i Toma, pomozite im Sveti Jozafate, pomozi im Sveti Pavle, pomozi im Sveti Ivane i Izače, pomozite im Sveti Petre, pomozi im Sveti Karlo, pomozi im Sveta Janjo, 'pomozi im Sveta Cecilijo, pomozi im Svi sveti mučenici, pomozite im Sveti Klemente, pomozi im Sveti Atanazije, pomozi im Sveti Lave Veliki, pomozi im Sveti Grgure Veliki, pomozi im Sveti Ambrozije, pomozi im Sveti Augustine, pomozi im Sveti Bazilije i Grgure, pomozite im Sveti Ivane, pomozi im Sveti Martine, pomozi im Sveti Patriče, pomozi im Sveti Ćirile i Metode, pomozite im Sveti Karlo, pomozi im Sveti Roberte, pomozi im Sveti Franjo, pomozi im Sveti Ivane Nepomuče, pomozi im Sveti Pio [X], pomozi im Svi sveti biskupi i crkveni naučitelji, pomozite im Krist Kralj vlada! Krist pobjeđuje! Krist Kralj vječno kraljuje! Usliši Kriste Svim narodima i svim ljudima dobre volje, Mir od Boga, obilje dobara i [...]!, Sveti Ante, pomozi im Sveti Benedikte, pomozi im Sveti Bernarde, pomozi im Sveti Franjo, pomozi im Sveti Dominiče, pomozi im Sveti Filipe, pomozi im Sveti Vinko, pomozi im Sveti Ivane Marija, pomozi im Sveta Katarino, pomozi im Sveta Terezijo od Djeteta Isusa, pomozi im Sveta Ružo, pomozi im Svi sveti svećenici i redovnici, pomozite im Svi sveti laici, pomozite im Krist Kralj vlada! Krist pobjeđuje! Krist Kralj vječno kraljuje! Njemu jedinome vlast, hvala i klicanje, u vijeke vijekova. Amen Krist Kralj vlada! Krist pobjeđuje! Krist Kralj vječno kraljuje! Neka imaju dobra vremena! Neka imaju dobra vremena otkupljeni Kristovom krvlju! Sretno! Sretno! Sretno! Neka dođe Kristov mir! Bogu hvala. Amen. |